# Chuck Palumbo
Chuck Palumbo tên thật là Charles Ronald "Chuck" Palumbo, sinh ngày 15 tháng 6 năm 1971 tại West Warwick, Rhode Island, Mỹ. Anh là 1 đô vật người Mỹ gốc Ý vừa mới trở lại WWE vào 2007 sau 3 năm nghỉ đấu. Anh đánh dấu sự trở lại của mình bằng việc xuất hiện ở võ đài trên 1 chiếc mô tô phân khối lớn.

## Thành tích
- World Tag Team Championship (2 lần) với Billy
- WCW World Tag Team Championship (4 lần) với Shawn Stasiak (3 lần) and Sean O'Haire (1 lần)

## Trợ lý
Kevin Nash (huấn luyện viên), Rico, Torrie Wilson